# Onthophagus sunantaae
Onthophagus sunantaae är en skalbaggsart som beskrevs av Masumoto 1989. Onthophagus sunantaae ingår i släktet Onthophagus och familjen bladhorningar. Inga underarter finns listade i Catalogue of Life.